# Délégué médical
Pour l’article homonyme, voir VM.
Un délégué médical, aussi appelé visiteur médical (VM), également appelé aujourd'hui chargé de l'information et la promotion du médicament ou représentant médical (au Canada), est une personne dont le métier est de visiter les médecins, généralistes et/ou spécialistes, dans leur cabinet ou bien à l'hôpital (auquel cas on parle de délégué hospitalier), afin de leur présenter, pour le compte des laboratoires pharmaceutiques, les spécialités qu'ils produisent. (Ref. CCN) .

## Réglementation selon les pays
Algérie
Pour devenir délégué médical en Algérie, il faut[réf. nécessaire] être médecin, pharmacien, vétérinaire, dentiste ou biologiste (mais pas toutes les spécialités de biologie). Ces diplômes sont nécessaires pour avoir sa carte professionnelle.
Amérique du Sud
APM (Agente de Propaganda Médica) : Argentine, Uruguay ; ITS (Informador Técnico Sanitario) ; Representante médico ou Representante de Ventas et/ou Visitador medico: Venezuela ; Repre médico : Mexique ; Valijas (en dialecte argentin).
Dans quelques pays, depuis les années 1990, on exige une carte ou un permis habilitant en raison de tel motif pour exercer l'activité de visiteur médical. Elle est devenue une nouvelle carrière du secteur tertiaire. Antérieurement, la grande majorité des laboratoires traitaient avec une force de vente propre, en gardant à leur charge la formation des intéressés. Il existe le titre avec la Maîtrise dans la visite médicale professionnelle en quatre ans assuré par l'université hébraïque internationale.
Au Venezuela, une association propose la création d'un visiteur médical indépendant, qui se fierait aux normes éthiques du visiteur médical actuel, mais il promouvrait des produits pharmaceutiques naturels, dûment avalisés par des institutions de santé. Il exercerait de manière indépendante, en respectant les canaux normaux de dispensation de médicaments et en s'adaptant à la législation de chaque pays. L'exercice professionnel permettrait au visiteur médical indépendant de choisir son portefeuille de médecins et de pharmacies, qui se trouvent proches de son lieu de résidence et avec la pleine liberté de manier ses horaires et ses jours ouvrables. 
En Argentine la loi n° 10.851 donne des normes pour l'activité d’agent de propagande médicale ou de visiteur médical, dans le district de la province du Buenos Aires.
Canada
Représentant médical ou « medical representative ». On dénombre plus de 58 000 représentants médicaux au Canada. Seul le baccalauréat dans un domaine de la santé, des sciences pures ou de l'administration (marketing) est requis pour exercer ce métier.
Être titulaire d’un diplôme du Conseil de formation pharmaceutique continue représente cependant un atout. Le salaire est compris entre 30 000 $ et 110 000 $. Des primes sont versées en plus du salaire lorsque les objectifs sont atteints.
Espagne
« el visitador medico ». 
On comptait en 2009 plus de 16 500 visiteurs médicaux selon la Confédération espagnole des associations professionnelles de visiteurs médicaux. En 2013, ils sont 7 000. 
La formation requise pour exercer est la licence en sciences de la santé ou apparentés. Il existe un troisième cycle officiel à l'Université, unique en Europe, et adapté à l'espace de l'Union européenne. 
La profession de visiteur médical est régie par l'administration espagnole par l'intermédiaire des directions générales de pharmacie. Les associations de visiteurs médicaux élaborent des calendriers de travail mensuels ou annuels, et ces calendriers sont supervisés par l'Inspection du travail. Pour pouvoir devenir membre associé, il faut avoir un contrat de travail d'un laboratoire pharmaceutique dont au moins un produit soit inscrit et approuvé auprès de la Sécurité sociale. Une fois le visiteur inscrit, l'association lui élabore un plan de travail et des plans mensuels de tournées.
États-Unis
« the medical representative ».
En 2012, il existe environ 74 000 représentants pharmaceutiques aux États-Unis derrière environ 830 000 prescripteurs de médicaments (soit 1 pour 8,9 médecins). Un représentant pharmaceutique essaiera souvent de voir un médecin donné toutes les deux ou trois semaines. Les représentants ont souvent une liste d'appel d'environ 200 médecins avec 120 cibles qui devraient être visitées dans un cycle d’une à deux semaines.
En raison de la grande taille de la force de vente de l’industrie pharmaceutique, l'organisation, le management et la mesure de l'efficacité de la force de vente sont des défis d'affaires manifestes. Les tâches de gestion sont habituellement décomposées en : zones de médecins ciblés, la taille de la force de vente et la structure, l'optimisation de la force de vente, la planification des appels et l'efficacité des forces de vente. Quelques compagnies pharmaceutiques se sont rendu compte que les formations des représentants  en matière scientifique seule ne sont pas suffisantes, surtout quand la plupart des produits sont semblables du point de vue de la qualité. Ainsi, les formations des représentants sur les techniques de vente et le relationnel en plus de la science médicale et de la connaissance du produit peut faire la différence dans l'efficacité de la force de vente. Les médecins spécialistes dépendent de plus en plus des représentants pharmaceutiques spécialisés pour les renseignements concernant les produits, parce qu'ils sont plus bien documentés que le représentant voyant les seuls médecins généralistes.
Le nombre et la persistance de représentants pharmaceutiques ont constitué une charge sur le temps de travail des médecins :« Comme le nombre de représentants pharmaceutiques a augmenté, le temps qu'un représentant moyen a passé avec les docteurs est tombé si bas aujourd’hui, que l’escalade tactique a engendré une crise stratégique. Les médecins ne passent plus beaucoup de temps avec les représentants et ne le voient non plus comme un problème sérieux. » 23 % des médecins refusent de recevoir les visiteurs médicaux ».
Les vendeurs doivent décider de la taille appropriée d'une force de vente nécessaire pour vendre un portefeuille particulier de médicaments sur le marché ciblé. Les facteurs influençant cette décision sont la portée optimale (combien de médecins à voir) et la fréquence (combien de fois voir chaque médecin), combien de représentants des ventes pour rester au bureau et s’intéresser à la pratique des groupes et combien d'autres pour se consacrer à l'hôpital. Pour aider à cette décision, les clients sont divisés en différentes classes selon leur comportement de prescription et évidemment, l’importance de leur potentiel commercial.
Les vendeurs essaient d'identifier l'ensemble des médecins enclins à prescrire un médicament donné. Historiquement, cela a été fait en comptant le nombre de prescriptions totales (TRx) et les nouvelles prescriptions (NRx) par semaine et par médecin. Ces renseignements sont recueillis par des commerciaux. Les médecins sont alors classés dans dix groupes selon le type de prescription. Ceux qui sont classés dans les plus hauts déciles sont plus offensivement ciblés. 
Certaines entreprises pharmaceutiques utilisent des informations supplémentaires telles que : 
- la rentabilité d'une prescription
- l'accessibilité du médecin
- la tendance du médecin à utiliser les médicaments du laboratoire pharmaceutique
- la conséquence des listes de médicaments proposés par les organismes de gestion des soins sur la capacité du médecin à prescrire un médicament
- la disposition du médecin à adopter un nouveau médicament à la place des traitements plus vieux et établis
- la tendance du médecin à utiliser une large palette de médicaments
- l'influence des médecins sur leurs collègues

Les médecins sont peut-être la composante la plus importante dans les ventes. Ils rédigent les prescriptions qui indiquent quels médicaments seront utilisés par les gens. L'influence du médecin est la clé des ventes pharmaceutiques. Historiquement, cela a été fait par une grande force de vente pharmaceutique. Les plus grandes compagnies ont des dizaines de milliers de représentants dans le monde. Les représentants des ventes ont fait appel aux médecins régulièrement, en fournissant la publicité et les échantillons de médicament. C'est toujours la même approche. 
Les pressions économiques sur l'industrie impliquent pour les laboratoires pharmaceutiques de repenser, comme en France, le processus traditionnel de la promotion auprès des médecins.
En 2008, une commission d'enquête du Sénat intitulée Under the Influence: Can We Provide Doctors An Alternative To Biased Drug Reviews? a notamment entendu un ancien visiteur médical de Californie au sujet des modalités de présentation de ses produits aux praticiens. La Food and Drug Administration met à la disposition des praticiens une ligne téléphonique et un email afin de permettre aux médecins de dénoncer les allégations fausses ou mensongères délivrées par les visiteurs médicaux. Elle diffuse à destination des médecins une brochure explicative.
Maroc
L’accès au métier du délégué médical requiert un niveau de formation supérieure scientifique (Bac+4). Cette condition est exigée dans la plupart des cas par des laboratoires nationaux et internationaux. Certains laboratoires ou entreprises de sous-traitance (prestataires) acceptent un niveau inférieur au bac+4. 
Il est nécessaire de posséder son propre véhicule. On dénombre en 2017, environ 4000 délégués médicaux dont 300 sont membres d'une fédération professionnelle. Une charte d’éthique et de déontologie est mise en place.
Tunisie
C’est un arrêté du ministre de la santé publique du 28 mai 2001 qui fixe les modalités d’accès à la profession et son mode d’organisation. Il est nécessaire d’être titulaire d’un diplôme attestant de deux années d’études médicales, pharmaceutiques, dentaires ou vétérinaires ou bien d’un diplôme reconnu équivalent.
Cependant la majorité des visiteurs médicaux en Tunisie sont médecins car ils organisent des présentations devant des équipes médicales et expliquent les études du produit d'une manière détaillée.

## France
Historique
Au cours des années 1970, les délégués médicaux disposent d'une autonomie organisationnelle beaucoup plus importante. Le suivi de la gestion de la relation « client » passe par la forme manuscrite. La proportion de femmes est l'inverse de celle que nous connaissons aujourd’hui. La visite médicale participe à cette époque d’une grande convivialité avec les professionnels de santé. Les VM qui l’ont connue évoquent souvent « l’âge d’or de la visite médicale ». La taille des secteurs implique un grand nombre de nuits passées à l’hôtel.
Le début des années 1990 marque un tournant. La visite médicale s’informatise, des binômes ou trinômes se forment, certains médecins représentent des « cœurs de cible », on parle de « ciblage ». Le nombre de VM continue de se développer : 
- 1991 : 14 407 visiteurs médicaux
- 1995 : 16 074 visiteurs médicaux
- 1998 : 17 500 visiteurs médicaux
- 1999 : 21 000 visiteurs médicaux[18]

Chiffres
En France, d'après le LEEM, on dénombre, en 2023, 6 116 visiteurs médicaux (73 % de femmes) et 2 741 délégués hospitaliers (72% de femmes).
| année | nombre de délégués |
| ----- | ------------------ |
| 2005  | 23 250             |
| 2006  | 22 702             |
| 2007  | 21 849             |
| 2008  | 20 346             |
| 2009  | 19 269             |
| 2010  | 17 295             |
| 2011  | 17 774             |
| 2012  | 16 043             |
| 2014  | 13 029             |
| 2015  | 12 326             |
| 2016  | 12 242             |
| 2017  | 11 170             |
| 2018  | 13 217             |
| 2019  | 12 676             |
| 2020  | 12 144             |
| 2022  | 11 367             |
| 2023  | 8 857              |

Les différentes études prospectives élaborées par le LEEM estimant autour de 16 à 18 000 le nombre de visiteurs médicaux à l'échelon 2009/2010, se sont avérées. Une nouvelle étude d'Eurostaf datée d'août 2010 indique que les effectifs pourraient atteindre 12 000 à l’horizon 2015,. Cette étude prospective s'est aussi vérifiée. C'est principalement la diminution continue du nombre de visiteurs médicaux qui affecte les effectifs de l'industrie pharmaceutique.
Formation
La directive européenne 92/28/CEE du 31 mars 1992, concernant la publicité des médicaments, et la loi française no 94-43 du 18 janvier 1994 relative à la santé publique et à la protection sociale, ont conduit les laboratoires pharmaceutiques à instaurer une formation obligatoire et une carte professionnelle. Ils doivent être titulaires au préalable d'un baccalauréat et avoir achevé deux années d'études supérieures pour intégrer une école, un Greta, préparant au titre de délégué médical. La scolarité se déroule pendant une année. Un contrôle continu est organisé par les centres de formation. 
Durant le mois de juin, après la réussite à un examen écrit, un stage pratique est suivi dans un laboratoire. La formation se conclut par un oral, puis par la délivrance de ce titre (homologué niveau III par l'arrêté du 17 septembre 1997). Depuis avril 2010, il est reconnu de niveau II, c'est-à-dire qu’il permet d’acquérir un niveau validé BAC+3,. Ce diplôme est indispensable pour exercer en qualité de visiteur médical.
La formation peut également être suivie, pendant deux ans, dans le cadre d'un contrat d'apprentissage ou de professionnalisation conclu avec un laboratoire et une école. Chaque établissement assurant la préparation de ce titre est agréé par le Comité professionnel national de la visite médicale selon un cahier des charges
Métier
Les délégués médicaux ont l'obligation de visiter un quota de médecin par jour. Ce nombre varie en fonction des laboratoires et des sociétés de prestation. Dans les années 2000, l'usage était de voir en moyenne six médecins par jour. (Ref. CCN) Ce quota pouvait être notifié dans certains contrats de travail, essentiellement dans les sociétés de prestation.  Beaucoup de délégués travaillent sur une « cible » de médecins définie par le laboratoire pharmaceutique en fonction de certains critères.
Ils ont également l'obligation de présenter le ou les médicaments d'une façon objective et de remettre une fiche posologique pour chaque produit présenté. Les "aides de visite" composées d'un support en carton de plusieurs pages comprenant des photographies et des schémas ont laissé la place à l'utilisation de tablettes informatiques. Jusqu'à 15 diapositives peuvent ainsi être visionnées au médecin visité.
Les délégués médicaux travaillent sur un secteur divisé en Unités géographiques d’analyse (UGA). Grâce à un outil informatique (le "GERS") produit par un GIE le GERS, ces derniers peuvent suivre hebdomadairement ou mensuellement l’évolution de la prescription de leurs spécialités pharmaceutiques pour chaque UGA. Un rapport de l'inspection générale des affaires sociales (IGAS) de 2007 évalue, pour la France, à 25 000 € par médecin et par an, le montant investi dans la promotion des produits par l'industrie pharmaceutique,. Des critiques sont apparues au sujet de la sur-valorisation de nouveaux médicaments dont le prix de vente est élevé alors qu'ils n'apportent pas une réelle avancée dans le traitement des pathologies par rapport aux traitements classiques.
Un autre rapport de l’IGAS daté de septembre 2011 sur l'application des lois de financement de la sécurité sociale réitère ses critiques concernant le surcout et la surconsommation des médicaments nonobstant l’essoufflement de l’utilisation des médicaments génériques imputés aux délégués médicaux.
Les visiteurs médicaux sont aussi un moyen pour assurer la pharmacovigilance. S'il survient un effet indésirable jusqu'alors non répertorié ou bien une interaction médicamenteuse, ils doivent alerter sans délai leur laboratoire (Articles L5122-11 et L5422-16 du code de la santé publique). Ils peuvent aussi sensibiliser les patients au dépistage de certaines pathologies comme le cancer colo-rectal à l'occasion d'une campagne.
Quotidiennement, le visiteur médical est chargé de renseigner en ligne un rapport où il détaille les visites effectuées chez chaque médecin.
Certains visiteurs médicaux travaillent pour le compte de sociétés dites « prestataires ». Il s’agit d’entreprises sous-traitantes de visites médicales pour les laboratoires pharmaceutiques. On trouvera ainsi les sociétés : Repsco pharmexx, Promedis , etc.
Des laboratoires pharmaceutiques demandent à leurs délégués médicaux d’organiser des relations publiques. Généralement, un professeur de médecine ou bien un spécialiste assure la présentation d’une pathologie pendant une heure et demie devant plusieurs médecins. La présentation est suivie d’un repas dans un restaurant. Cette pratique courante est encadrée par l'article L4113-6 alinéa 3 du code la santé publique ainsi que par la charte éthique professionnelle (voir infra).
Le supérieur hiérarchique du visiteur médical est le directeur régional. Il accompagne parfois le délégué pendant une journée afin de s’assurer de la bonne diffusion de l’information du laboratoire auprès du médecin. Le directeur régional encadre les visiteurs d’un secteur composé de plusieurs départements.
Beaucoup de départements français comptent une amicale de visiteurs médicaux ; elles assurent généralement la mise à jour du fichier des médecins : nouveaux médecins en activité, médecins ayant cessé leurs fonctions, modalités de réception des délégués, éventuelle présence non autorisée du directeur régional dans le cabinet du médecin, etc.
Les délégués médicaux sont tenus de respecter une charte éthique professionnelle depuis le 1er janvier 2005. Une nouvelle charte de l’information promotionnelle est signée le 14 octobre 2014 entre le Comité économique des produits de santé (CEPS) et le LEEM.
Évolution
Le syndicat patronal de l’industrie pharmaceutique - LEEM – a créé depuis 2009 un nouveau métier dénommé « attaché à la promotion du médicament. » Il s’agit d’une activité mixte comprenant : l'information thérapeutique auprès des médecins ainsi que la prise de commande auprès des pharmaciens d'officine. De nouveaux moyens de communication se développent par ailleurs : e-detailing (Internet + téléphone) ou les web conférences.
Le rapport de l’IGAS de juin 2011 (page 19) La Pharmacovigilance et la gouvernance de la chaîne du médicament propose l’interdiction de la visite médicale.
Le rapport du Sénat (juin 2011) intitulé La réforme du système du médicament, enfin avance également de mettre un terme à la profession de visiteur médical et de la transformer en confiant à la Haute Autorité de Santé la création, la formation et la gestion d'un corps de 1 700 visiteurs (proposition 51).
La loi relative au renforcement de la sécurité sanitaire du médicament et des produits de santé, votée par le parlement en 2011, prévoit d’expérimenter la visite médicale exercée dans les hôpitaux dans un cadre collectif, c'est-à-dire devant un groupe de praticiens à la place d’un entretien individuel. Cette expérimentation n’a jamais été mise en œuvre. Une autre disposition vise à étendre cette pratique aux médecins exerçant en ville après 2013.